# Ben Chilwell
Benjamin James Chilwell (Milton Keynes, 21. prosinca 1996.) engleski je nogometaš koji igra na poziciji lijevog beka. Trenutačno igra za Chelsea.

## Klupska karijera

### Leicester City
Kao dvanaestogodišnjak prešao je iz akademije Rushden & Diamondsa u akademiju Leicester Cityja. Krajem sezone 2014./15. osvojio je nagradu za najboljeg igrača Leicesterove akademije.
Za Leicester je debitirao 27. listopada 2015. u utakmici Liga kupa protiv Hull Cityja koju je Hull City dobio 5:4 na penale (prije izvođenja penala rezultat je bio 1:1).
Dana 19. studenog 2015. poslan je na posudbu u Huddersfield Town do 3. siječnja. Za Huddersfield Town debitirao je 27. studenog protiv Middlesbrougha koji je dobio susret 0:2.
Za Leicester je u Premier ligi debitirao 26. prosinca protiv Evertona od kojeg je Leicester City izgubio 0:2. Svoj prvi gol za Leicester zabio je Tottenham Hotspuru 18. svibnja 2017. koji pobijedio rezultatom 1:6.

### Chelsea
Chilwell je prešao u Chelsea 26. kolovoza 2020. za nepoznati iznos koji je prema BBC Sportu iznosio 45 milijuna funti. Za Chelsea je debitirao 23. rujna u utakmici treće runde kupa protiv Barnsleyja koja je završila 6:0 te je pritom postigao svoju prvu asistenciju za klub. U svojoj prvi utakmici za Chelsea u Premier ligi odigrane protiv Crystal Palacea koji je izgubio 4:0, postigao je prvi gol na utakmici te asistirao Kurtu Zoumi za drugi. Svoj prvi gol u UEFA Ligi prvaka postigao je 7. travnja naredne godine u utakmici četvrtfinala protiv Porta koja je završila 2:0. Nastupao je u finalnoj utakmici u kojoj je Manchester City poražen s minimalnih 1:0. Od kolovoza 2023. klupski je dokapetan (kapetan je Reece James). Bio je kapetan Chelseaja 25. veljače 2024. u finalu Liga kupa u kojem je Chelsea izgubio 0:1 od Liverpoola.

### Crystal Palace (posudba)
Chilwell je 3. veljače 2025. posuđen Crystal Palaceu do kraja sezone. Debitirao je sedam dana kasnije u utakmici FA kupa protiv Doncaster Roversa koji je poražen 0:2. Prvi gol za Crystal Palace postigao je 20. svibnja kada je Wolverhampton Wanderers dobiven 4:2 u ligi.

## Reprezentativna karijera
Tijekom svoje omladinske karijere igrao je za sve selekcije Engleske od 18 do 21 godine.
Za A selekciju Engleske debitirao je 11. rujna 2018. u prijateljskoj utakmici protiv Švicarske koja je poražena s minimalnih 1:0. Bio je član engleske momčadi na Europskom prvenstvu 2020. Svoj prvi reprezentativni pogodak postigao je 9. listopada 2021. u kvalifikacijskoj utakmici za Svjetsko prvenstvo 2022. u kojoj je Andora poražena 0:5.

## Priznanja

### Individualna
- Član momčadi sezone UEFA Lige prvaka: 2020./21.[23]
- Igrač sezone momčadi Leicester Cityja do 21 godine: 2015./16.[24]
- Igrač godine akademije Leicester Cityja: 2014./15.[4]

### Klupska
Chelsea
- UEFA Liga prvaka: 2020./21.[25]
- UEFA Superkup: 2021.[26]
- FA kup (finalist): 2020./21.[27]
- Engleski Liga kup (finalist): 2023./24.[28]

Crystal Palace
- FA kup: 2024./25.[29]

### Reprezentativna
Engleska
- UEFA Liga nacija (treće mjesto): 2018./19.[30]
- Europsko prvenstvo (finalist): 2020.[31]

## Vanjske poveznice
- Profil, Chelsea
- Profil, Engleski nogometni savez
- Ben Chilwell u UEFA-inim natjecanjima (arhivirane) (engl.)